# الراوند نظام غذاء

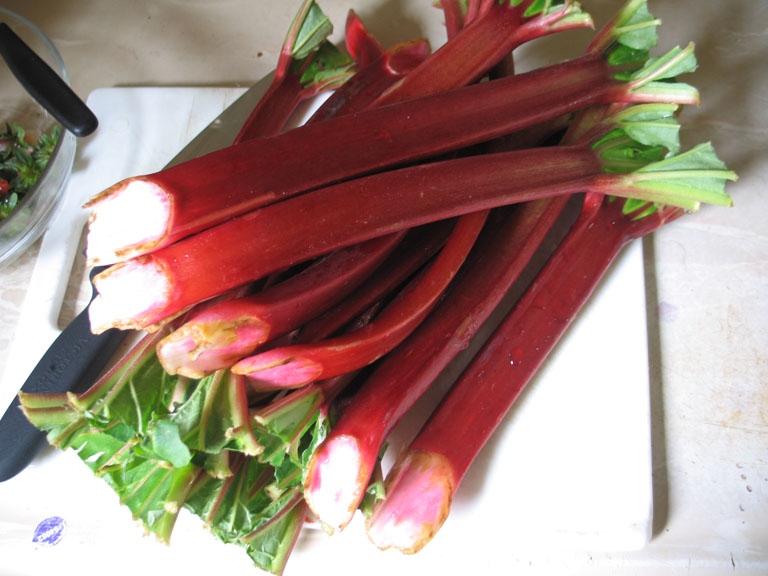
بعض حزم الراوند/ الروبارب.

الراوندُ نظامَ غذاء له أثر في فقدان الوزن كما له أيضًا آثار صحية، ومنشأ هذا النظام هو الثقافة الطبية الصينية وله شعبية واسعة في غرب أوروبا. ذلك النظام يستلزم استبدال وجبتين يوميًا بالراوند المغلي ومنتجات الألبان (عادةً اللبن). الراوند يساعد في فقدان الوزن بسبب تأثيره الملين. يدّعي الدعاة إلى هذا النظام أن الراوند يزيد امتصاص الحديد من المنتجات الغذائية مما يؤدي إلى تخزين كمية أقل من الدهون بالجسم. الأشخاص الذين قاموا بتجريب هذا النظام الغذائي يدّعون أنهم فقدوا متوسط 4 كيلوجرام (9 أرطال) في الشهر.